# Liste des aéroports à Sao Tomé-et-Principe

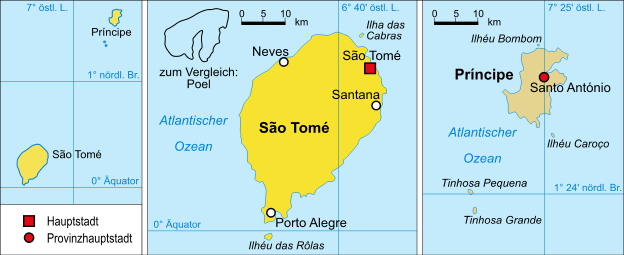
Nombre d'aéroports à Sao Tomé-et-Principe= 3 dont 1 désaffecté.

Cet article recense les aéroports et aérodromes de Sao Tomé-et-Principe.

## Carte
| \| 40 km1:1 346 000 \| São Tomé Principe |
| 40 km1:1 346 000                         |

## Liste
| Île      | Ville         | OACI | AITA | Nom                                | Statut      |
| -------- | ------------- | ---- | ---- | ---------------------------------- | ----------- |
| São Tomé | Porto Alegre  | FPPA | PGP  | Aéroport de Porto Alegre           | Désaffecté  |
| São Tomé | São Tomé      | FPST | TMS  | Aéroport international de Sao Tomé | En activité |
| Principe | Santo Antonio | FPPR | PCP  | Aérodrome de Principe              | En activité |